# Giuseppe Gambari (juriste)
Pour les articles homonymes, voir Giuseppe Gambari.
Giuseppe Gambari  (Bologne, 4 décembre 1763 - Bologne, 21 août 1829),  est un professeur de droit, avocat, criminaliste et magistrat italien qui a été actif à la fin du XVIIIe siècle et au début du XIXe siècle.

## Biographie
Giuseppe Gambari professeur de droit civil (1791) et par la suite de droit et procédure pénale (1802) auprès de l'Université de Bologne,.
Le 21 juin 1796 il fit partie de la junte criminelle. 
Procureur général auprès du tribunal de Bologne, il fut fait baron de l'Empire par Napoléon le 8 octobre 1809.
Giuseppe Gambari  est enterré au Cimetière monumental de la Chartreuse de Bologne

## Sources
- (it) Giuseppe Napoleone Azzolini, Antonio Marchi et Raffaele Bedetti, Notizie intorno alla vita dell'avvocato Giuseppe Gambari bolognese, Bologne, Riccardo Masi, 1831 (lire en ligne)